# Dreiband-Weltmeisterschaft für Nationalmannschaften 1999

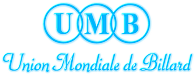
Logo UMB (ausrichtender Verband)

Veranstaltungsort: Viersen

Die Dreiband-Weltmeisterschaft für Nationalmannschaften 1999 war die 13. Auflage dieses Turniers, das seit 1981 in der Regel jährlich in der Billardvariante Dreiband ausgetragen wird. Sie fand vom 25. bis zum 28. Februar 1999 in Viersen statt.

## Turnierkommentar
Deutschland A siegte gegen Portugal im Spiel um Platz 3. Das Finale gewann die Niederlande gegen Schweden bei jeweils einem Sieg pro Team mit dem knappsten aller Ergebnisse. Lediglich ein Punkt mehr für die Niederlande entschied die Weltmeisterschaft. Den überragenden Spieler des Turniers stellte mit Torbjörn Blomdahl aber der Vize-Weltmeister Schweden.

## Spielmodus
Es nahmen erstmals 24 Mannschaften am Turnier teil. Jedes Team bestand aus zwei Spielern. Gespielt wurde in acht 3er Gruppen A bis H. Die acht Gruppensieger kamen ins Viertelfinale. Der 3. Platz wurde ausgespielt. In den Gruppenspielen wurde auf zwei Gewinnsätze (Best of 3) und ab dem Viertelfinale auf drei Gewinnsätze (Best of 5) gespielt. 
Bei Punktegleichstand wird wie folgt gewertet:
1. Matchpunkte (MP)
2. Satzverhältnis (SV)
3. Mannschafts-Generaldurchschnitt (MGD)

## Teilnehmer
| Nation             | Gruppe | Spieler 1            | Spieler 2            |
| ------------------ | ------ | -------------------- | -------------------- |
| Ägypten            | D      | Maged Elias          | Mohsen Fouda         |
| Belgien            | F      | Peter de Backer      | Francis Forton       |
| Dänemark           | E      | Dion Nelin           | Jacob Haack-Sörensen |
| Deutschland A      | B      | Christian Rudolph    | Martin Horn          |
| Deutschland B      | C      | Johann Schirmbrand   | Jens Eggers          |
| Ecuador            | F      | Luis Aveiga          | Jorge Rubio          |
| Frankreich         | E      | Jean-Christophe Roux | Fabrice Puigvert     |
| Griechenland       | A      | George Sakkas        | Nikos Tremoulis      |
| Italien            | F      | Marco Zanetti        | Antonio Piscitello   |
| Japan A            | B      | Tatsuo Arai          | Nobuaki Kobayashi    |
| Japan B            | G      | Junichi Komori       | Akio Shimada         |
| Jordanien          | H      | Hani Khoury          | Mojed Haddadin       |
| Kolumbien A        | A      | Jaime Bedoya         | Hugo Patino          |
| Kolumbien B        | D      | Eleazar Ramirez      | José Gomez           |
| Mexiko             | E      | Rodolfo Covarrubias  | Roberto Rojas        |
| Niederlande A      | A      | Dick Jaspers         | Raimond Burgman      |
| Niederlande B      | G      | Henk Habraken        | Anno de Kleine       |
| Österreich         | G      | Gerhard Kostistansky | Andreas Efler        |
| Portugal           | H      | Jorge Theriaga       | Manuel Rui Costa     |
| Schweden           | C      | Torbjörn Blomdahl    | Michael Nilsson      |
| Schweiz            | B      | Jan Niederlander     | Alex Niederlander    |
| Spanien            | H      | Daniel Sánchez       | Enrique Penalva      |
| Türkei             | D      | Semih Saygıner       | Muharrem Peker       |
| Vereinigte Staaten | C      | Sang Chun Lee        | Carlos Hallon        |

## Gruppenphase
Die Gruppenersten erreichten das Viertelfinale.

### Gruppe A
| Platz | Nation        | Sp. | G-U-V | MP  | SV  | MGD   | BEMD  |
| ----- | ------------- | --- | ----- | --- | --- | ----- | ----- |
| 1     | Niederlande A | 2   | 1-1-0 | 3:1 | 6:2 | 1,493 | 1,818 |
| 2     | Kolumbien A   | 2   | 1-0-1 | 2:2 | 4:6 | 1,000 | 1,012 |
| 3     | Griechenland  | 2   | 0-1-1 | 1:3 | 4:6 | 0,875 | 1,071 |

| Datum            | Nation 1      | MGD   | MP  | SV  | MGD   | Nation 2      |
| ---------------- | ------------- | ----- | --- | --- | ----- | ------------- |
| 25. Februar 1999 | Griechenland  | 0,769 | 0:2 | 2:4 | 1,012 | Kolumbien A   |
| 26. Februar 1999 | Niederlande A | 1,238 | 1:1 | 2:2 | 1,071 | Griechenland  |
| 26. Februar 1999 | Kolumbien A   | 0,967 | 0:2 | 0:4 | 1,818 | Niederlande A |

### Gruppe B
| Platz | Nation        | Sp. | G-U-V | MP  | SV  | MGD   | BEMD  |
| ----- | ------------- | --- | ----- | --- | --- | ----- | ----- |
| 1     | Deutschland A | 2   | 2-0-0 | 4:0 | 8:2 | 1,125 | 1,363 |
| 2     | Japan A       | 2   | 1-0-1 | 2:2 | 6:4 | 1,225 | 1,250 |
| 3     | Schweiz       | 2   | 0-0-2 | 0:4 | 0:8 | 0,550 | -     |

| Datum            | Nation 1      | MGD   | MP  | SV  | MGD   | Nation 2      |
| ---------------- | ------------- | ----- | --- | --- | ----- | ------------- |
| 25. Februar 1999 | Japan A       | 1,250 | 2:0 | 4:0 | 0,739 | Schweiz       |
| 26. Februar 1999 | Schweiz       | 0,412 | 0:2 | 0:4 | 0,923 | Deutschland A |
| 26. Februar 1999 | Deutschland A | 1,363 | 2:0 | 4:2 | 1,203 | Japan A       |

### Gruppe C
| Platz | Nation             | Sp. | G-U-V | MP  | SV  | MGD   | BEMD  |
| ----- | ------------------ | --- | ----- | --- | --- | ----- | ----- |
| 1     | Schweden           | 2   | 2-0-0 | 4:0 | 8:2 | 1,414 | 1,428 |
| 2     | Deutschland B      | 2   | 1-0-1 | 2:2 | 5:6 | 1,357 | 1,409 |
| 3     | Vereinigte Staaten | 2   | 0-0-2 | 0:4 | 3:8 | 1,058 | -     |

| Datum            | Nation 1           | MGD   | MP  | SV  | MGD   | Nation 2           |
| ---------------- | ------------------ | ----- | --- | --- | ----- | ------------------ |
| 25. Februar 1999 | Schweden           | 1,428 | 2:0 | 4:1 | 1,291 | Deutschland B      |
| 26. Februar 1999 | Deutschland B      | 1,409 | 2:0 | 4:2 | 1,000 | Vereinigte Staaten |
| 26. Februar 1999 | Vereinigte Staaten | 1,139 | 0:2 | 1:4 | 1,400 | Schweden           |

### Gruppe D
| Platz | Nation      | Sp. | G-U-V | MP  | SV  | MGD   | BEMD  |
| ----- | ----------- | --- | ----- | --- | --- | ----- | ----- |
| 1     | Kolumbien B | 2   | 1-1-0 | 3:1 | 6:2 | 1,009 | 1,090 |
| 2     | Türkei      | 2   | 1-1-0 | 3:1 | 6:3 | 1,263 | 1,469 |
| 3     | Ägypten     | 2   | 0-0-2 | 0:4 | 1:8 | 0,750 | -     |

| Datum            | Nation 1    | MGD   | MP  | SV  | MGD   | Nation 2    |
| ---------------- | ----------- | ----- | --- | --- | ----- | ----------- |
| 25. Februar 1999 | Ägypten     | 0,622 | 0:2 | 0:4 | 1,090 | Kolumbien B |
| 26. Februar 1999 | Türkei      | 1,469 | 2:0 | 4:1 | 0,893 | Ägypten     |
| 26. Februar 1999 | Kolumbien B | 0,913 | 1:1 | 2:2 | 1,043 | Türkei      |

### Gruppe E
| Platz | Nation     | Sp. | G-U-V | MP  | SV  | MGD   | BEMD  |
| ----- | ---------- | --- | ----- | --- | --- | ----- | ----- |
| 1     | Frankreich | 2   | 1-1-0 | 3:1 | 6:4 | 1,092 | 1,230 |
| 2     | Dänemark   | 2   | 0-2-0 | 2:2 | 4:5 | 1,305 | 1,369 |
| 3     | Mexiko     | 2   | 0-1-1 | 1:3 | 5:6 | 1,072 | 1,195 |

| Datum            | Nation 1   | MGD   | MP  | SV  | MGD   | Nation 2   |
| ---------------- | ---------- | ----- | --- | --- | ----- | ---------- |
| 25. Februar 1999 | Frankreich | 1,025 | 2:0 | 4:2 | 1,000 | Mexiko     |
| 26. Februar 1999 | Mexiko     | 1,195 | 1:1 | 3:2 | 1,369 | Dänemark   |
| 27. Februar 1999 | Dänemark   | 1,230 | 1:1 | 2:2 | 1,230 | Frankreich |

### Gruppe F
| Platz | Nation  | Sp. | G-U-V | MP  | SV  | MGD   | BEMD  |
| ----- | ------- | --- | ----- | --- | --- | ----- | ----- |
| 1     | Belgien | 2   | 1-1-0 | 3:1 | 6:4 | 1,205 | 1,290 |
| 2     | Italien | 2   | 0-2-0 | 2:2 | 5:4 | 0,921 | 1,088 |
| 3     | Ecuador | 2   | 0-1-1 | 1:3 | 4:7 | 0,790 | 0,666 |

| Datum            | Nation 1 | MGD   | MP  | SV  | MGD   | Nation 2 |
| ---------------- | -------- | ----- | --- | --- | ----- | -------- |
| 25. Februar 1999 | Italien  | 0,829 | 1:1 | 3:2 | 0,666 | Ecuador  |
| 26. Februar 1999 | Ecuador  | 0,951 | 0:2 | 2:4 | 1,290 | Belgien  |
| 27. Februar 1999 | Belgien  | 1,088 | 1:1 | 2:2 | 1,088 | Italien  |

### Gruppe G
| Platz | Nation        | Sp. | G-U-V | MP  | SV  | MGD   | BEMD  |
| ----- | ------------- | --- | ----- | --- | --- | ----- | ----- |
| 1     | Japan B       | 2   | 1-1-0 | 3:1 | 7:4 | 1,184 | 1,307 |
| 2     | Niederlande B | 2   | 1-0-1 | 2:2 | 5:5 | 0,873 | 0,970 |
| 3     | Österreich    | 2   | 0-1-1 | 1:3 | 4:7 | 1,058 | 1,207 |

| Datum            | Nation 1      | MGD   | MP  | SV  | MGD   | Nation 2      |
| ---------------- | ------------- | ----- | --- | --- | ----- | ------------- |
| 25. Februar 1999 | Niederlande B | 0,772 | 0:2 | 1:4 | 1,089 | Japan B       |
| 26. Februar 1999 | Österreich    | 0,939 | 0:2 | 1:4 | 0,970 | Niederlande B |
| 27. Februar 1999 | Japan B       | 1,307 | 1:1 | 3:3 | 1,207 | Österreich    |

### Gruppe H
| Platz | Nation    | Sp. | G-U-V | MP  | SV  | MGD   | BEMD  |
| ----- | --------- | --- | ----- | --- | --- | ----- | ----- |
| 1     | Portugal  | 2   | 1-1-0 | 3:1 | 7:2 | 1,043 | 1,250 |
| 2     | Spanien   | 2   | 1-1-0 | 3:1 | 6:3 | 1,315 | 1,363 |
| 3     | Jordanien | 2   | 0-0-2 | 0:4 | 0:8 | 0,280 | -     |

| Datum            | Nation 1  | MGD   | MP  | SV  | MGD   | Nation 2  |
| ---------------- | --------- | ----- | --- | --- | ----- | --------- |
| 25. Februar 1999 | Portugal  | 0,895 | 2:0 | 4:0 | 0,307 | Jordanien |
| 26. Februar 1999 | Jordanien | 0,238 | 0:2 | 0:4 | 1,363 | Spanien   |
| 27. Februar 1999 | Spanien   | 1,270 | 1:1 | 2:3 | 1,250 | Portugal  |

## Finalrunde
|  | Viertelfinale Best of 5 | Viertelfinale Best of 5 |                  |                  | Halbfinale Best of 5 | Halbfinale Best of 5 |  |  | Finale Best of 5 | Finale Best of 5 |
|  |                         |                         |                  |                  |                      |                      |  |  |                  |                  |
|  | 27. Februar 1999        |                         |                  |                  |                      |                      |  |  |                  |                  |
|  | Portugal                | 1:1/3:0/1,509           |                  |                  |                      |                      |  |  |                  |                  |
|  | Portugal                | 1:1/3:0/1,509           | 28. Februar 1999 |                  |                      |                      |  |  |                  |                  |
|  | Japan B                 | 1:1/3:3/1,313           |                  |                  |                      |                      |  |  |                  |                  |
|  | Japan B                 | 1:1/3:3/1,313           | Portugal         | 0:2/1:6/1,079    |                      |                      |  |  |                  |                  |
|  |                         |                         | Portugal         | 0:2/1:6/1,079    |                      |                      |  |  |                  |                  |
|  |                         | Niederlande A           | 2:0/6:1/1,393    |                  |                      |                      |  |  |                  |                  |
|  | Niederlande A           | Niederlande A           | 2:0/6:1/1,393    | 2:0/6:3/1,576    |                      |                      |  |  |                  |                  |
|  | Niederlande A           |                         |                  | 2:0/6:3/1,576    |                      |                      |  |  |                  |                  |
|  | Kolumbien B             | 0:2/3:6/0,921           |                  | 28. Februar 1999 | 28. Februar 1999     |                      |  |  |                  |                  |
|  | 27. Februar 1999        | 27. Februar 1999        | Niederlande A    | 1:1/4:4/1,428    |                      |                      |  |  |                  |                  |
|  | 27. Februar 1999        | 27. Februar 1999        |                  | Schweden         | 1:1/4:4/1,412        |                      |  |  |                  |                  |
|  | Deutschland A           | 1:1/5:4/1,279           |                  |                  |                      |                      |  |  |                  |                  |
|  | Belgien                 | 1:1/4:5/1,105           |                  |                  |                      |                      |  |  |                  |                  |
|  | Belgien                 | 1:1/4:5/1,105           | Deutschland A    | 0:2/2:5/1,339    |                      |                      |  |  |                  |                  |
|  |                         |                         | Deutschland A    | 0:2/2:5/1,339    | Spiel um Platz 3     |                      |  |  |                  |                  |
|  |                         | Schweden                | 2:0/5:2/1,833    |                  |                      |                      |  |  |                  |                  |
|  | Schweden                | Schweden                | 2:0/5:2/1,833    | 1:1/5:3/1,394    | Portugal             | 1:1/2:2/1,264        |  |  |                  |                  |
|  | Schweden                | 28. Februar 1999        |                  | 1:1/5:3/1,394    | Portugal             | 1:1/2:2/1,264        |  |  |                  |                  |
|  | Frankreich              | 1:1/3:5/1,157           |                  | Deutschland A    | 1:1/2:2/1,441        |                      |  |  |                  |                  |
|  | Frankreich              | 1:1/3:5/1,157           |                  |                  | 1:1/2:2/1,441        |                      |  |  |                  |                  |
|  | 27. Februar 1999        | 27. Februar 1999        |                  |                  |                      |                      |  |  | 28. Februar 1999 | 28. Februar 1999 |

## Abschlusstabelle
| MP    | Match Punkte (Sieger = 2; Unentschieden = 1; Verlierer = 0) |
| SV    | Satzverhältnis (nur bei Turnieren im Satzsystem)            |
| Pkte. | Erzielte Karambolagen                                       |
| Aufn. | benötigte Aufnahmen                                         |
| GD    | Generaldurchschnitt                                         |
| MGD   | Mannschafts-Generaldurchschnitt                             |
| BED   | Bester Einzeldurchschnitt eines Spielers                    |
| BEMD  | Bester Einzeldurchschnitt einer Mannschaft                  |
| BSD   | Bester Satzdurchschnitt eines Spielers                      |
| HS    | Höchstserie                                                 |
| WRP   | Weltranglistenpunkte                                        |

| Phase           | Platz | Nation             | SP | G-U-V | MP  | SV    | Pkt. | Aufn. | MGD   | BEMD  |
| --------------- | ----- | ------------------ | -- | ----- | --- | ----- | ---- | ----- | ----- | ----- |
| Finale          | 1     | Niederlande A      | 5  | 4-1-0 | 9:1 | 22:10 | 417  | 282   | 1,478 | 1,818 |
| Finale          | 2     | Schweden           | 5  | 4-0-1 | 8:2 | 22:11 | 420  | 282   | 1,489 | 1,833 |
| Halb- finale    | 3     | Deutschland A      | 5  | 4-0-1 | 8:2 | 17:13 | 365  | 293   | 1,245 | 1,441 |
| Halb- finale    | 4     | Portugal           | 5  | 2-1-2 | 5:5 | 13:13 | 308  | 263   | 1,171 | 1,509 |
| Viertel- finale | 5     | Japan B            | 3  | 1-1-1 | 3:3 | 10:7  | 208  | 170   | 1,223 | 1,313 |
| Viertel- finale | 6     | Belgien            | 3  | 1-1-1 | 3:3 | 10:9  | 223  | 192   | 1,161 | 1,290 |
| Viertel- finale | 7     | Frankreich         | 3  | 1-1-1 | 3:3 | 9:9   | 211  | 189   | 1,116 | 1,230 |
| Viertel- finale | 8     | Kolumbien B        | 3  | 1-1-1 | 3:3 | 9:8   | 172  | 177   | 0,971 | 1,090 |
| Gruppen- phase  | 9     | Spanien            | 2  | 1-1-0 | 3:1 | 6:3   | 121  | 92    | 1,315 | 1,363 |
| Gruppen- phase  | 10    | Türkei             | 2  | 1-1-0 | 3:1 | 6:3   | 120  | 95    | 1,263 | 1,469 |
| Gruppen- phase  | 11    | Japan A            | 2  | 1-0-1 | 2:2 | 6:4   | 125  | 102   | 1,225 | 1,250 |
| Gruppen- phase  | 12    | Italien            | 2  | 0-2-0 | 2:2 | 5:4   | 117  | 127   | 0,921 | 1,088 |
| Gruppen- phase  | 13    | Niederlande B      | 2  | 1-0-1 | 2:2 | 5:5   | 117  | 134   | 0,873 | 0,970 |
| Gruppen- phase  | 14    | Deutschland B      | 2  | 1-0-1 | 2:2 | 5:6   | 148  | 109   | 1,357 | 1,409 |
| Gruppen- phase  | 15    | Dänemark           | 2  | 0-2-0 | 2:2 | 4:5   | 111  | 85    | 1,305 | 1,389 |
| Gruppen- phase  | 16    | Kolumbien A        | 2  | 1-0-1 | 2:2 | 4:6   | 110  | 110   | 1,000 | 1,012 |
| Gruppen- phase  | 17    | Mexiko             | 2  | 0-1-1 | 1:3 | 5:6   | 134  | 125   | 1,072 | 1,195 |
| Gruppen- phase  | 18    | Griechenland       | 2  | 0-1-1 | 1:3 | 4:6   | 105  | 120   | 0,875 | 1,071 |
| Gruppen- phase  | 19    | Österreich         | 2  | 0-1-1 | 1:3 | 4:7   | 126  | 119   | 1,058 | 1,207 |
| Gruppen- phase  | 20    | Ecuador            | 2  | 0-1-1 | 1:3 | 4:7   | 113  | 143   | 0,790 | 0,666 |
| Gruppen- phase  | 21    | Vereinigte Staaten | 2  | 0-0-2 | 0:4 | 3:8   | 108  | 102   | 1,058 | –     |
| Gruppen- phase  | 22    | Ägypten            | 2  | 0-0-2 | 0:4 | 1:8   | 75   | 100   | 0,750 | –     |
| Gruppen- phase  | 23    | Schweiz            | 2  | 0-0-2 | 0:4 | 0:8   | 60   | 109   | 0,550 | –     |
| Gruppen- phase  | 24    | Jordanien          | 2  | 0-0-2 | 0:4 | 0:8   | 30   | 107   | 0,280 | –     |